# Ростовский, Николай Абрамович
Никола́й Абра́мович Росто́вский (при рождении Но́хим Абра́мович Фрумсо́н, 25 марта 1873, Ростов-на-Дону, Екатеринославская губерния — 25 июля 1949, Ленинград) — русский и советский оперный певец (лирико-драматический тенор).

## Биография
Родился 10 апреля 1875 года в Области Войска Донского в еврейской купеческой семье, где также росли брат Арон и сестра Цивья. Его родители — купец второй гильдии Абрам Нохимович Фрумсон (1839—?) и Геня Фрумсон (1840—?) — поселились в Ростове-на-Дону в 1857 году, занимались галантерейной торговлей и жили в собственной квартире на Старопочтовой улице, дом № 140.
Окончил медицинский факультет Императорского университета Святого Владимира в Киеве (ныне Киевский национальный университет имени Тараса Шевченко), несколько лет занимался стоматологической практикой. Затем обучался пению в Музыкальном училище в Ростове-на-Дону (класс Е. К. Ряднова).
В 1902 году дебютировал в партии Элеазара в опере «Жидовка» Фроманталя Галеви на сцене петербургского Мариинского театра. Вскоре руководством театра был направлен на летний период в Париж, где совершенствовался в пении у профессоров Поля Лери и Джованни Сбрильи, а также занимался пластикой и фехтованием у профессора Лемори.
По возвращении в Россию, работал солистом Киевской оперы (1904—1905), солистом петербургского Народного дома и московского Большого театра (1907—1909). В 1909 году являлся солист Казанской оперы, а в 1911—1920 годах снова Мариинского театра. Гастролировал по России, работал в Лиссабоне (Королевский театр «Сан-Карлос») и Лондоне (Королевский театр «Ковент-Гарден»).
Был первым исполнителем партий Всеволода («Сказание о невидимом граде Китеже и деве Февронии» Н. Римского-Корсакова, московский Большой театр, 1908) и Вальтера Штольцинга («Нюрнбергские мейстерзингеры» Р. Вагнера, Мариинский театр, 1914).
Записывался в Петербурге на грампластинки: «Граммофон», 1901; «Зонофон», 1903; «В. И. Ребиков», 1903—1904; «Колумбия»/Columbia, 1907; «Пате»/Pathé, 1907; «Бека», 1908; РАОГ, 1912). Был основателем и первым директором музыкальной школы имени Н. А. Римского-Корсакова (1918).
В 1924 году согласно записи отдела актов гражданского состояния г. Петрограда от 23 января меняет фамилию с Фрумсона на Ростовского.
Умер 25 июля 1949 года в Ленинграде, где и был похоронен на Шуваловском кладбище.

## Семья
- Жена: Юлия Моисеевна Гурвич. В документах архивного фонда Петроградской хоральной синагоги в метрической книге о рождении евреев из купцов за 1881 год имеется запись, о том, что Юлия родилась 16 июля 1881 года, молитвована тогда же. Обучалась игре на скрипке в классах профессоров Галкина и Ауэра в Петроградской консерватории.
- Дети: Георгий Ростовский — родился 28 апреля 1904 года в Петербурге, в 1927 году окончил Ленинградский институт гражданских инженеров, отделение архитектуры. в 39-м году уходит на фронт участником русско-финской кампании, затем участвует в ВОВ. После войны, в 1947 женится на Галине Николаевне Дороговой, с которой знакомится ещё на фронте. Вскоре у пары родится дочь Ксения и сын Кирилл. Оба продолжат творческий путь своей семьи и станут: она — пианисткой, а он — художником. Младший сын Николая Абрамовича — Владимир, родился 25 октября 1911 года в Петербурге.
- Внуки: Ксения Георгиевна Ростовская, пианистка; Кирилл Георгиевич Ростовский, художник, член союза художников Санкт-Петербурга
- Племянники — нарком внешней торговли СССР Аркадий Павлович Розенгольц; художница Ева Павловна Левина-Розенгольц; поэтесса Елена Михайловна Ширман.
- Правнуки: Ростовский Николай, участник рок-группы «Сплин», Ростовский Евгений, архитектор, руководитель студии архитектуры и дизайна STUDIO ROSTOVSKII, Ростовский Павел, художник, Ростовская Юлия, художник-аниматор